# 勝利號戰艦
陛下之舰勝利號战舰是一艘英國皇家海軍的一級风帆战列舰。在1778年美國獨立戰爭爆發時參與阿申特島戰役  ，並於1797年法國大革命時，參與聖文生角之役，大勝西班牙海軍。此後又在1805年參與特拉法加之役，其間因作為納爾遜海軍中將的旗艦并且大破法國與西班牙聯合艦隊而聞名於世。

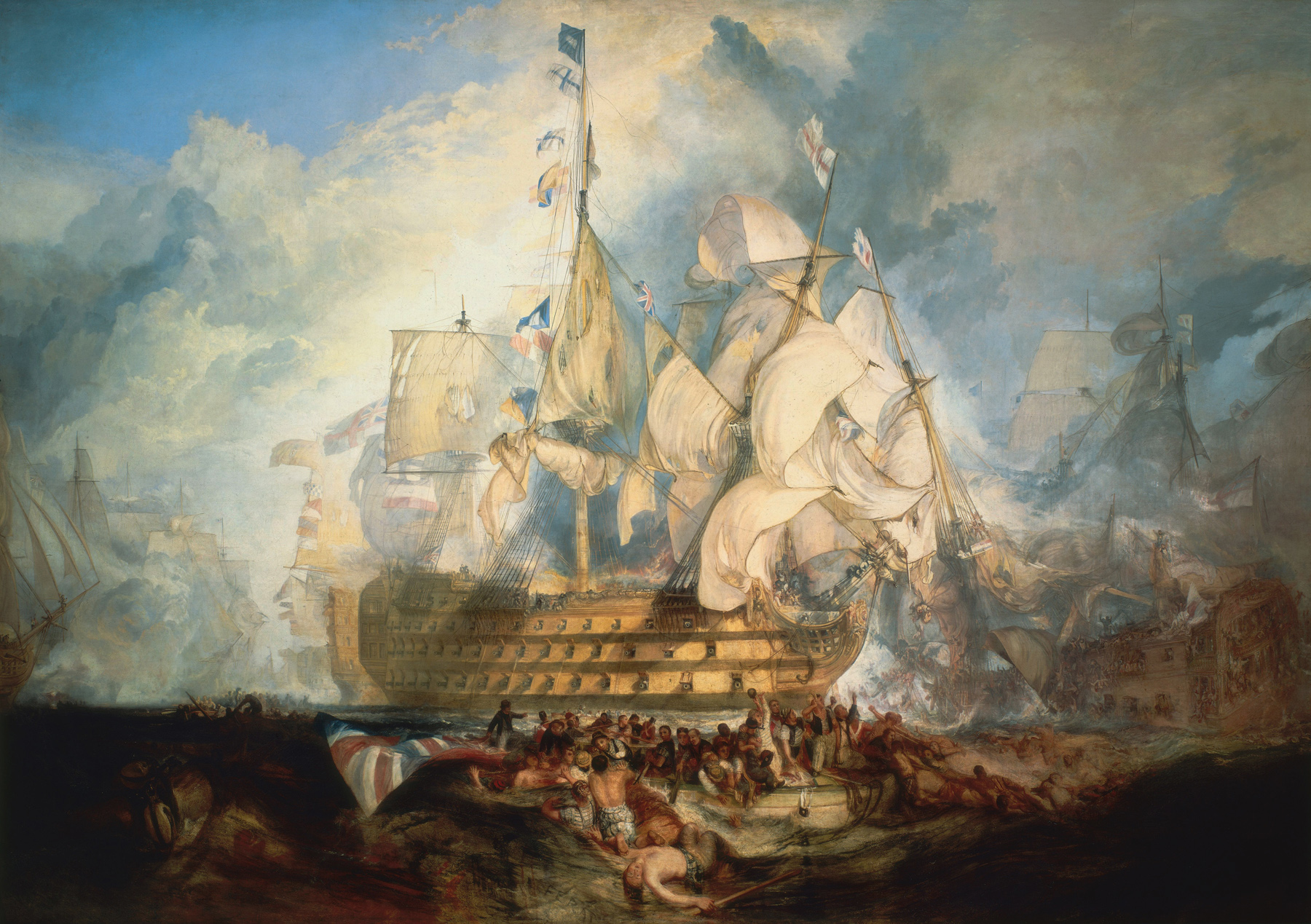
特拉法加海戰的勝利號

勝利號戰艦也是現存最古老的戰艦。現在停放於英國樸次茅斯海軍基地的乾塢，作為一所浮動博物館使用。

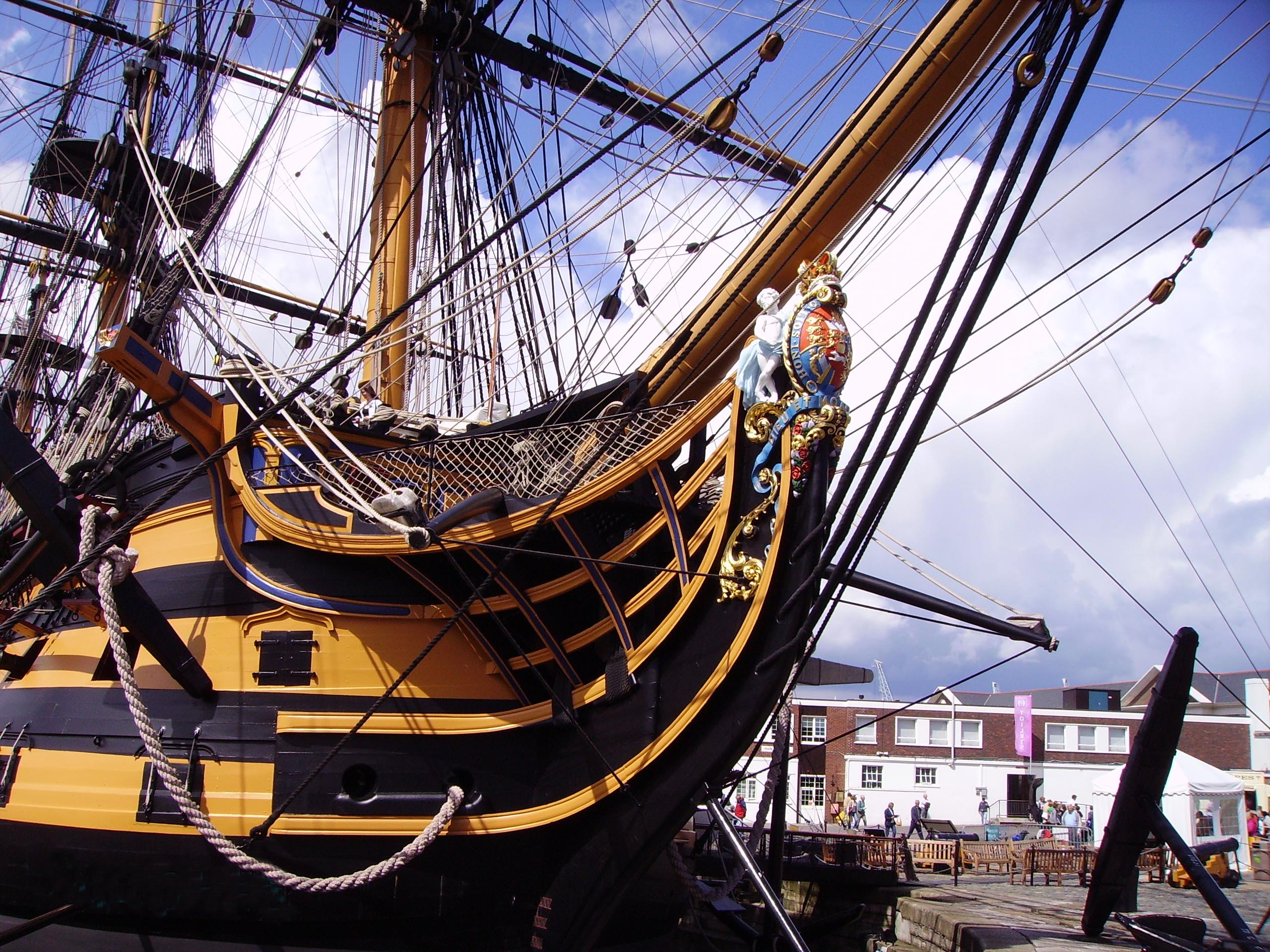
勝利號船首像

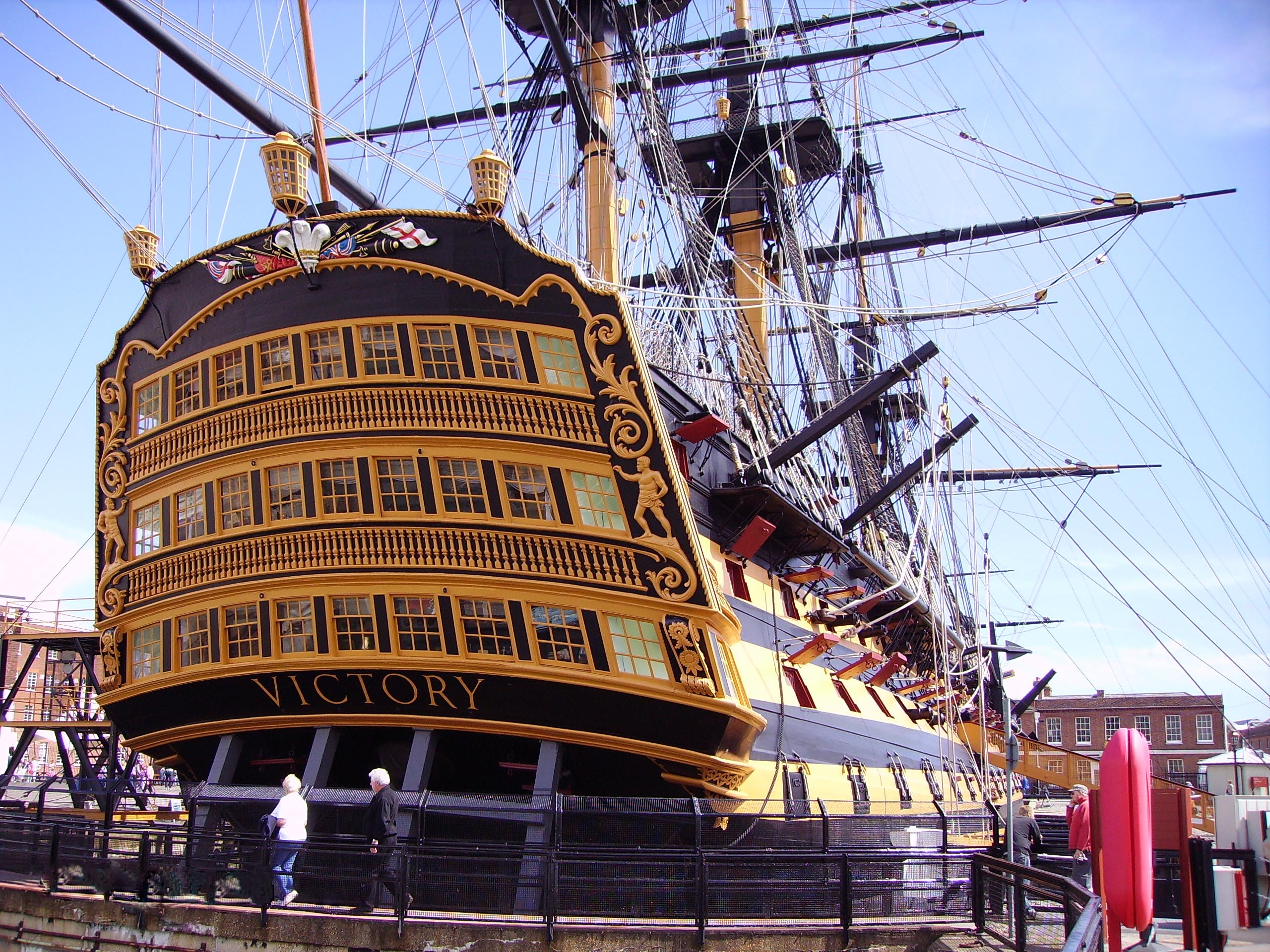
勝利號船尾

## 建造
勝利號戰艦在1758年時基於英國國會命令開始建造，這艘未命名的戰艦由皇家海軍設計師Thomas Slade規劃。她的龍骨在1759年7月23日在查塔姆的皇家船塢安放，隔年10月30日依據海軍總部命令被命名為「勝利號(HMS Victory)」。在耗資63176英鎊(現值約455萬英鎊)，並耗時6年後，勝利號戰艦在1763年5月7日下水。因當時傳統滑道不足以容納如此大型的軍艦，故雖稱是下水，但僅是浮在乾塢上。此外，建造時共用掉6000顆樹，幾等於100英畝森林。剛建成的勝利號遠較今日所見更為華麗，作為一流的戰列艦，在當時時代是令人畏懼的戰爭機器，搭載一系列先進技術革新。如可移動的側舷砲，在一次齊射中可發射出超過半噸的砲彈打擊對手。而為操作此巨大戰艦，需要850位包含海軍陸戰隊在內的船員。排水量達到3500噸，時速可達11節。因建造完成時也伴隨著七年戰爭結束，因此原樣保持13年後，在1778年才首度投入美國獨立戰爭進行作戰。

## 現況
勝利號戰艦自2012年10月起，成為英國皇家海軍第一海務大臣的旗艦。在此之前，她是第二海務大臣的旗艦。她也是世界上最古老的現役軍艦，並吸引一年約35萬遊客造訪。
在2011年10月，英國國防部與英國航太系統簽訂5年的整修合約，且視情況可延長至10年。本次整修價值1600萬英鎊，並包含桅杆、索具與舷側板的維護，與新增的火警控制系統等。這是她從特拉法加之役後，最大幅度的維修。
在合約簽訂後，最明顯的轉變是在2012年3月6號，勝利號戰艦所有權轉移至由國立皇家海軍博物館勝利號戰艦保存基金。該基金具有5000萬英鎊資產，一半來自於唐納德·戈斯林基金會，另一半來自於英國國防部 。

## 武裝

### 最初服役年時（1765年）
- 下層火砲甲板: 30門42磅砲
- 中層火砲甲板: 28門24磅砲
- 上層火砲甲板: 30門12磅砲
- 頂層船尾: 10門6磅砲
- 頂層船頭: 2門6磅砲
- 配備燧石槍的海軍陸戰隊

### 特拉法加之役時（1805年）
- 下層火砲甲板: 30門2.75噸的長管32磅砲
- 中層火砲甲板: 28門2.5噸的長管24磅砲
- 上層火砲甲板: 30門1.7噸的長管12磅砲
- 頂層船尾: 12門1.7噸的短管12磅砲
- 頂層船頭: 2門1.6噸的12磅砲和2門1.75噸的68磅臼砲
- 配備燧石槍的海軍陸戰隊

## 外部連結
- 勝利號戰艦官方網站 （页面存档备份，存于）
- 樸次茅斯歷史船塢官方網站 （页面存档备份，存于）